# Portrait de Cooper Penrose
Le Portrait de Cooper Penrose est un tableau peint par Jacques-Louis David en 1802. Il représente Cooper Penrose quaker irlandais,  qui profita de la paix d'Amiens pour voyager en France et se faire portraiturer par David à Paris. Le portrait vendu pour la somme importante à l'époque de 5 000 francs or, fait partie des collections du Timken Museum of Art de San Diego.